# Vestir al desnudo
Vestir al desnudo (Vestire gli ignudi)  es una obra de teatro en tres actos del dramaturgo italiano Luigi Pirandello; fue estrenada en 1922.

## Argumento
La obra se centra en las peripecias de Ersilia Drei, una joven que ejerce como gobernanta en la casa del cónsul en Esmirna. Sus desgracias comienzan cuando es abandonada por su prometido, el teniente Franco Laspiga. El cónsul Grotti aprovecha su desconsuelo para mantener con ella una relación sexual, lo que da lugar a que la joven, durante ese tiempo desatienda su obligación de cuidar a la pequeña hija de su empleador. La niña, que queda sin vigilancia, fallece al precipitarse desde una ventana de la vivienda. Ersilia es culpada y despedida por la madre de la pequeña. En un estado de desolación, la joven intenta el suicidio. El teniente Laspiga, conocedor del estado de ella, intentará recuperar su amor, pero la repudia al enterarse de que ha sido amante del cónsul. Ersilia es juzgada por todos a su alrededor, y se ve abocada a un segundo intento de suicidio.

## Representaciones destacadas
- Teatro Quirino, Roma, 14 de noviembre de 1922. Estreno mundial.
  - Intérpretes: Maria Melato y Annibale Betrone.

- Théâtre de la Renaissance, París, 1925. Vêtir ceux qui sont nus
  - Traducción: Benjamin Crémieux
  - Intérpretes: Madame Simone, Jeanne Grumbach, Alexandre Vargas.

- Teatro Maravillas, Madrid, 1926.[3]
  - Traducción: Gómez Hidalgo.
  - Intérpretes: Concha Torres.

- Royalty Theatre, Londres, 1927 (Naked).
  - Traducción: Arthur Livingston.
  - Dirección: Theodore Komisarjevsky
  - Intérpretes: Nancy Price, Charles Laughton, Allan Jeayes, Florence Tyrrell.

- Teatro de la Zarzuela, Madrid, 1931.[4]
  - Intérpretes: María Tereza Montoya.

- Teatro Recoletos, Madrid, 1961.[5]
  - Traducción: Ildefonso Grande.
  - Dirección: José María de Quinto
  - Intérpretes: Amparo Soler Leal, Antonio Casas, Antonio Queipo, Magda Roger, Vicente Ros, Agustín González.

## Adaptaciones
Ha sido llevada al cine en dos ocasiones. En 1953 por Marcello Pagliero, con Eleonora Rossi Drago y Pierre Brasseur y en 1977 por Luigi Filippo D'Amico.